# Julian Prerauer
Julian Prerauer (* 23. November 1848 in Landeshut in Schlesien; † 15. Dezember 1934 in Berlin) war ein deutscher Industrieller.

## Herkunft, Leben
Julian Prerauer wurde am 23. November 1848 in Landeshut in Schlesien als zweites Kind des Textilkaufmanns Bernhard Prerauer und seiner Ehefrau Rosalie Bruck geboren. Der Vater war später, wie viele andere Mitglieder der Familie, in Berlin ansässig. Die preußische und dann deutsche Hauptstadt, ein Zentrum der rasanten wirtschaftlichen Entwicklungen im 19. Jahrhundert, zog viele Menschen aus allen Himmelsrichtungen an, auch viele jüdische Händler und Kaufleute aus der Neumark, Schlesien und Posen.
Die Eltern und die Großeltern väterlicherseits stammten aus Groß Strehlitz in Oberschlesien, etwa 160 km östlich von Landeshut. Der Großvater Joseph Prerauer war dort Kaufmann und Kultusbeamter der jüdischen Gemeinde. Die Großeltern mütterlicherseits stammten aus Zülz, südwestlich von Oppeln gelegen.
Julian Prerauer hatte aus der ersten Ehe seines Vaters mit Rosalie Bruck einen älteren und einen jüngeren Bruder. Nach dem Tod der ersten Frau ging der Vater Bernhard Prerauer eine zweite Ehe mit Friederike (genannt Ricca) Libas (auch: Liebas) ein, in der mindestens fünf weitere Kinder geboren wurden.
Alle bekannten Geschwister und Halbgeschwister von Julian Prerauer lebten später – wie auch der Vater und die Stiefmutter – in Berlin. Im Berliner Adressbuch kommt der Familienname Prerauer das erste Mal 1871 vor. Es handelt sich hier um die Brüder des Vaters, Kaufleute, die mit Kalk und Baustoffen sowie Leinen und Tee handelten oder Geschäfte vermittelten. Julians Vater Bernhard Prerauer steht 1873 erstmals im Berliner Adressbuch, mit einem Gogoliner & Goradzer Kalk- und Producten-Geschäft in der Fruchtstraße 5, östlich der Berliner Altstadt, in der sogenannten Stralauer Vorstadt und unweit des Frankfurter Bahnhofs. Bei Gogolin und Goradze, nur wenige Kilometer südöstlich von Oppeln und unweit der Oder gelegen, gab es bedeutende Kalksteinvorkommen. Mit der Bahn als auch über die Oder konnte der Kalk bzw. die weiterverarbeiteten Produkte transportiert werden. Seit etwa 1868 betrieb Graf Erdmann von Pückler in Gogolin eine Kalkbrennerei, die Firma Bunke und Co. einen Handel von Kalkprodukten, offensichtlich zusammen mit der Firma Prerauer in Berlin.
Akten des brandenburgischen Landeshauptarchivs deuten darauf hin, dass die Familie Prerauer spätestens 1874 auch in die Ziegelproduktion eingestiegen war.
Am 19. Januar 1875 heiratete Julian Prerauer in Berlin seine 20-jährige Cousine Jenny Prerauer. Am 27. Dezember 1875 kam in Berlin die Tochter Ilse zur Welt, die das einzige Kind Prerauers blieb.

## Der Industrielle
Prerauer wird 1875 noch Kaufmann zu Kattowitz genannt. Er betrieb offenbar eine Niederlassung des Familiengeschäfts in Oberschlesien, also in der Nähe der Rohstofflagerstätten und Kalkbrennereien.
Das Berliner Kalk- und Produktengeschäft der Gebrüder Prerauer handelte laut Adressbucheintrag um 1875 mit Kalk, Cement, Gips und Mauersteinen. Der Sitz befand sich weiterhin in der Fruchtstraße, ein Lagerplatz an der Mühlenstraße 26–30, also zwischen Spree und Frankfurter Bahnhof.
Julian Prerauer erscheint erstmals 1878 namentlich im Berliner Adressbuch, als Kaufmann, wohnhaft in Berlin Südwest, Kreuzbergstraße 3, und als Mitinhaber der Firma Gogoliner und Goradzer Kalk- und Producten-Komtoir, Prerauer & Co. Zu der Handelsniederlassung der Familie Prerauer gehörte jetzt auch eine Dampfmörtelfabrik sowie eine Kohlenhandlung.
Der Standort der Firma Prerauer verschob sich in diesen Jahren komplett in die Berliner Luisenstadt, an die Görlitzer Straße bzw. an den Lausitzer Platz. Seit 1866 war dort der Görlitzer Bahnhof entstanden. Die Eisenbahnlinie verband Berlin mit der Niederlausitz (Cottbus) und Niederschlesien (Görlitz) und hatte Anschlüsse in Richtung Breslau.
1880 waren Markus (Marius) und Julian Prerauer die Inhaber der Firma Prerauer & Co., Markus Prerauer war gleichzeitig Onkel und Schwiegervater von Julian. Die Firma ist erstmals auch als Eigentümerin der Gebäude Görlitzer Straße 21–28 eingetragen. Neben dem Großhandel mit Kalk, Gips, Zement und Kohlen wird ein Mörtelwerk genannt. Nach dem Tod von Markus Prerauer (1881) erscheint Julian Prerauer als Alleininhaber der Firma im Berliner Adressbuch. Das oben genannte Mörtelwerk wird das in Niederlehme gewesen sein, wo Julian Prerauer 1887 eine Transportbahn für das Berliner Mörtelwerk unterhielt.
Nördlich von Zehdenick hatte man bei den Erkundungs- und Bauarbeiten zur Bahnstrecke von Löwenberg nach Templin mächtige Tonlager entdeckt. Ab 1888 begann man damit, diese für die Ziegelindustrie zu erschließen. Julian Prerauer gehörte zur „zweiten Welle“ von Unternehmern, die entlang der Havel Ziegeleien errichten ließen. Das Prerauer’sche Stammwerk entstand 1891 auf der östlichen Havelseite in Zehdenick, südlich der Bahnlinie. 1893 kam auf der gegenüberliegenden Havelseite, nördlich der Mündung des Welsengrabens und östlich von Mildenberg, ein zweiter Standort, „Prerauer-Neubau“ genannt, mit einem Ofen hinzu. Wenig später (1896) ließ der Berliner Unternehmer neue Tonvorkommen nördlich von Badingen in der Nähe der ehemaligen Badinger Amtsziegelei erschließen und eine Feldbahn von Badingen über Mildenberg zu seinem Werk bauen.
Mit dem Ausbau des Stammwerkes Zehdenick auf insgesamt drei Ringöfen und dem Bau einer dritten Ziegelei mit zwei Ringöfen am Welsengraben nördlich von Mildenberg ab 1904 wurde Julian Prerauer einige Jahre vor Ausbruch des Ersten Weltkrieges zum größten Ziegeleibetreiber und damit zu einem der größten Arbeitgeber im „Zehdenicker Revier“. Ein viertes Werk sollte zwischen dem „Neubau“ und dem Werk „Am Welsengraben“ entstehen, die Bauarbeiten begannen noch vor 1914, wurden aber wieder eingestellt, möglicherweise kriegsbedingt. Es existierten Pläne zum Ausbau und zur Schiffbarmachung des Welsengrabens, um die Ziegeleien ebenfalls an die Wasserstraße Havel anzuschließen, die aber ebenfalls nicht realisiert wurde.
Zu den jeweiligen Ziegeleianlagen gehörten neben den eigentlichen Ringöfen mit der Brennkammer außerdem Wohngebäude für die Ziegelmeister und Ziegeleiarbeiter, Nebengebäude wie Ställe, Wagenschuppen sowie Toiletten- und Duschgebäude, technische Einrichtungen wie Trockenschuppen, Tonschneider, Maschinengebäude, Schmiede- und Werkstattgebäude, Kohleschuppen, Transformatorenhäuschen, Walzwerkgebäude, Häfen oder Ladestellen, Ladehäuser, u. a. m.
Im Januar 1889 wurde durch Zusammenschluss der Firmen Robert Guthmann, Wilhelm Caspari und Prerauer & Co. die Vereinigten Berliner Mörtelwerke geschaffen. Die Aktiengesellschaft besaß Kalkwerke, Kies- und Sandgruben sowie weitere Grundstücke, u. a. in Berlin, Charlottenburg, Spandau, Staaken, Niederlehme und Umgebung sowie in Phöben und Umgebung und verfügte über ein Bergwerk mit Kalksteinbrüchen in Groß Strehlitz in Schlesien. Wesentliche Teile der Firma Prerauer, mit Ausnahme der Ziegeleien bei Zehdenick, wurden Bestandteil dieser Gesellschaft.
Julian Prerauer erscheint erstmals ab 1892 mit dem Betriebszweig „Ziegelei“ im Berliner Adressbuch, später als Ziegeleibesitzer. Neue Wohnanschrift ist die Klopstockstraße 8 im „gutbürgerlichen“ Hansaviertel zwischen Spree und Großem Tiergarten.
Der Unternehmer Julian Prerauer trat auch auf anderen Gebieten in Erscheinung. Bis etwa 1904 war er Stadtverordneter in Zehdenick, 1907 spendete der jüdische Unternehmer anlässlich der Renovierung der Badinger Kirche zwei große Kronleuchter sowie sechs Wandleuchter. In Zehdenick wird ihm die erste Befestigung der heutigen Waldstraße, die zu seiner dortigen Ziegelei führte, zugeschrieben. Außerdem hat er für die Bedürftigen der Stadt sowie im Ersten Weltkrieg für die Kriegshilfskasse gespendet.
Seine Ehe mit Jenny Prerauer wurde durch das am 10. Januar 1906 rechtskräftig gewordene Urteil geschieden. Sie starb am 29. August 1906 im Alter von 51 Jahren in der Dr. (James) Fraenkel’schen Heilanstalt in Lankwitz. Die Urne mit ihrer Asche wurde im April 1920 auf dem Jüdischen Friedhof in Berlin-Weißensee im Julian Prerauer’schen Erbbegräbnis beigesetzt.
Bereits am 12. Februar 1906 ging Julian Prerauer eine zweite Ehe mit der 39-jährigen Fanny Wittner ein.
1909 heiratete Julian Prerauers Tochter Ilse in Berlin ihren Cousin, Magistrats-Assessor Dr. jur. Walter Prerauer.
Ab 1914 ist die Firma Prerauer & Co., Ziegelei, mit dem Inhaber Julian Prerauer unter der Adresse Kaiserdamm 113 in Charlottenburg verzeichnet; auch die Privatwohnung befand sich dort.
Bei Kriegsbeginn im August 1914 standen die Ziegeleibetriebe still. Die Prerauer’sche Ziegelei an der Welsengrabenmündung (Prerauer Neubau) wurde wahrscheinlich nach dem Krieg nicht wieder angefahren. Möglicherweise wurden Teile der Anlage von der südlich des Welsengrabens liegenden Ziegelei Johannes Zimmermann genutzt.
Am 1. Oktober 1919 starb in Berlin Julian Prerauers zweite Ehefrau Fanny, geborene Wittner, im Alter von 52 Jahren.
Die Krisenzeiten der 1920er und Anfang der 1930er Jahre traf auch die Ziegelindustrie schwer.
Die Machtübernahme der Nationalsozialisten im Januar 1933, die antijüdischen Gewalttaten kurz danach und die ersten Gesetze gegen Juden und politisch Missliebige hat Julian Prerauer noch erlebt. Im November 1933 war er bereits 85 Jahre alt geworden, man kann daher annehmen, dass Schwiegersohn Walter Prerauer und Tochter Ilse, vielleicht auch andere Personen, bereits lange vorher einen Teil der geschäftlichen Tätigkeiten übernommen hatten. Der Name Julian Prerauer erscheint letztmals 1934 im Berliner Adressbuch. Die Nürnberger Rassengesetze 1935, die brennenden Synagogen in der Pogromnacht 1938 und weitere Aktionen und Gräueltaten gegen die Deutschen Juden erlebte er nicht mehr. Er starb am 15. Dezember 1934 in Berlin-Charlottenburg im Alter von 86 Jahren. Letzter Wohnort war die Wohnung Kaiserdamm 113 in Berlin-Charlottenburg.
Am 14. Januar 1935 wurde er im Prerauer’schen Erbbegräbnis auf dem jüdischen Friedhof Berlin-Weißensee an der Seite seiner beiden Ehefrauen beigesetzt. Das Erbbegräbnis ist heute leider in einem schlechten und verwilderten Zustand. Die hohen Grabsteine sind umgestürzt und mit Erde und Laub überdeckt.
Nach seinem Tod führte der Schwiegersohn Dr. Walter Prerauer, der ab 1919 Direktor des Pfandbriefamtes Berlin war und ab Mai 1923 zu den Mitbegründern und zum Vorstand der Deutschen Verkehrs-Kredit-Bank AG in Berlin gehörte, die Ziegeleigeschäfte weiter.
Prerauers Mildenberger Ziegeleien wurden – wahrscheinlich noch 1939 – von der H. C. Kröger Aktiengesellschaft Berlin (später „Märkische Ziegeleiwerke“) übernommen, die Firma Prerauer & Co. spätestens 1940 liquidiert. Damit war die Geschichte der deutsch-jüdischen Baustofffirma beendet. Das Zehdenicker Werk von Prerauer (Stammwerk, zuletzt drei Öfen) ging nach 1933 an die Firma Riesenberg & Behrens.
Die Ziegeleien des Zehdenicker Reviers wurden nach dem Zweiten Weltkrieg „volkseigene Betriebe“. Prerauers Tochter Ilse gelang mit Ehemann und Tochter die Emigration über die USA nach Australien, wo sie 1952 starb.
Die Abbau- und Produktionsstätten haben die Landschaft nachhaltig verändert. Der Raum nördlich von Zehdenick – ab 1888 größtes brandenburgisches Ziegeleigebiet – ist durch die ehemaligen Ziegeleien und die Tongruben geprägt. Das daraus entstandene Ziegeleimuseum Mildenberg ist heute ein bedeutendes Industriedenkmal, wichtiger Veranstaltungsort und interessantes Ausflugsziel.
In Zehdenick gibt es heute einen nach Prerauers Ziegelei benannten Tonstich, nördlich davon die Straße „Am Prerauer Stich“. Am Welsengraben bei Mildenberg stehen noch Reste seiner Ziegeleien, einige Wohn- und Wirtschaftsgebäude stehen unter Denkmalschutz.